# Hypephyra cyanargentea
Hypephyra cyanargentea là một loài bướm đêm trong họ Geometridae.